# Бангладешці у Великій Британії
Британські бангладешці (бенг. ব্রিটিশ বাংলাদেশি, англ. British Bangladeshi) — особи бангладеського походження, які проживають у Сполученому Королівстві та емігрували до Великої Британії й набули підданство шляхом натуралізації або чиї батьки зробили це, вони також відомі як британські бенгальці. Багато бангладешців емігрували до Великої Британії переважно з Сілхету, розташованому на північному сході країни, переважно в 1970-ті. Найбільша концентрація британських бенгальців — у Лондоні, насамперед на сході районів Лондона, з яких Тауер-Гемлетс має найвищий відсоток, і становить приблизно 37 % загальної чисельності населення району. Бангладешці мають також значні громади в Бірмінгемі, Олдемі, Лутоні та Бредфорді, з меншими кластерами в Манчестері, Ньюкасл-апон-Тайні, Рочдейлі, Кардіффі та Сандерленді.
 
Бангладешці — одна з найбільших іммігрантських груп у Великій Британії і одна з наймолодших та швидко зростаючих громад. Населення бангладешців у Великій Британії неухильно росте протягом багатьох років. Під час перепису населення 2001 року, у Великій Британії проживало 154 362 осіб, народжених у Бангладеш, а загальна кількість людей бангладеського походження становила 283 063 особи. У 2007 році, кількість етнічних бангладешців лише в Англії, за оцінками, становила 353 900.За оцінками налічується близько 500 000 бангладешців, які проживають у Великій Британії. Бангладешці утворюють переважно однорідне співтовариство. Рівень безробіття, зазвичай, високий, є перенаселеність, і деякі проблеми зі здоров'ям.
Британські бангладешці мають найвищий загальний рівень відносної бідності будь-якого етносу в Британії — 70 %.